# Trofeo delle Regioni 2008 - Indoor maschile
Il torneo maschile si è svolto dal 30 giugno al 4 luglio 2008. Si sono laureati Campioni delle Regioni 2008 i ragazzi della rappresentativa laziale.

## Prima fase
In base al ranking nazionale FIPAV sono stati stilati i gironi della prima fase:
| Gruppo A                         | Gruppo B                  | Gruppo C              | Gruppo D                | Gruppo E                     | Gruppo F                | Gruppo G                     |
| -------------------------------- | ------------------------- | --------------------- | ----------------------- | ---------------------------- | ----------------------- | ---------------------------- |
| Marche Friuli-V.G. Valle d'Aosta | Veneto Liguria Alto Adige | Lazio Trentino Umbria | Piemonte Toscana Molise | Em.Romagna Calabria Sardegna | Puglia Campania Abruzzo | Sicilia Lombardia Basilicata |

### Gruppo A
| squadra       | P.ti | G | V | P | SV | SP | QS |  |
| ------------- | ---- | - | - | - | -- | -- | -- |  |
| Marche        | 6    | 2 | 2 | 0 | 6  | 0  | 6  |  |
| Friuli-V.G.   | 3    | 2 | 1 | 1 | 3  | 3  | 1  |  |
| Valle d'Aosta | 0    | 2 | 0 | 2 | 0  | 6  | 0  |  |

| Elini 30 giugno 2008 | Marche | 3 – 0 | Valle d'Aosta | PalaGaribaldi |

| Elini 30 giugno 2008 | Valle d'Aosta | 0 – 3 | Friuli-Venezia Giulia | PalaGaribaldi |

| Elini 30 giugno 2008 | Marche | 3 – 0 | Friuli-Venezia Giulia | PalaGaribaldi |

### Gruppo B
| squadra    | P.ti | G | V | P | SV | SP | QS |  |
| ---------- | ---- | - | - | - | -- | -- | -- |  |
| Veneto     | 6    | 2 | 2 | 0 | 6  | 0  | 6  |  |
| Liguria    | 3    | 2 | 1 | 1 | 3  | 3  | 1  |  |
| Alto Adige | 0    | 2 | 0 | 2 | 0  | 6  | 0  |  |

| Bari Sardo 30 giugno 2008 | Veneto | 3 – 0 | Alto Adige | PalaVerdi |

| Bari Sardo 30 giugno 2008 | Alto Adige | 0 – 3 | Liguria | PalaVerdi |

| Bari Sardo 30 giugno 2008 | Liguria | 0 – 3 | Veneto | PalaVerdi |

### Gruppo C
| squadra  | P.ti | G | V | P | SV | SP | QS  |  |
| -------- | ---- | - | - | - | -- | -- | --- |  |
| Lazio    | 5    | 2 | 2 | 0 | 5  | 1  | 5   |  |
| Trentino | 3    | 2 | 1 | 1 | 3  | 3  | 1   |  |
| Umbria   | 1    | 2 | 0 | 2 | 1  | 5  | 0,2 |  |

| Lotzorai 30 giugno 2008 | Lazio | 3 – 0 | Umbria | PalaOlimpia |

| Lotzorai 30 giugno 2008 | Umbria | 1 – 2 | Trentino | PalaOlimpia |

| Lotzorai 30 giugno 2008 | Trentino | 1 – 2 | Lazio | PalaOlimpia |

### Gruppo D
| squadra  | P.ti | G | V | P | SV | SP | QS  |  |
| -------- | ---- | - | - | - | -- | -- | --- |  |
| Toscana  | 4    | 2 | 1 | 1 | 4  | 2  | 2   |  |
| Piemonte | 3    | 2 | 1 | 1 | 3  | 3  | 1   |  |
| Molise   | 2    | 2 | 1 | 1 | 2  | 4  | 0,5 |  |

| Loceri 30 giugno 2008 | Piemonte | 2 – 1 | Molise | PalaEleonora d'Arborea |

| Loceri 30 giugno 2008 | Molise | 2 – 1 | Toscana | PalaEleonora d'Arborea |

| Loceri 30 giugno 2008 | Toscana | 3 – 0 | Piemonte | PalaEleonora d'Arborea |

### Gruppo E
| squadra        | P.ti | G | V | P | SV | SP | QS |  |
| -------------- | ---- | - | - | - | -- | -- | -- |  |
| Emilia-Romagna | 5    | 2 | 2 | 0 | 5  | 1  | 5  |  |
| Calabria       | 4    | 2 | 1 | 1 | 4  | 2  | 2  |  |
| Sardegna       | 0    | 2 | 0 | 2 | 0  | 6  | 0  |  |

| Lanusei 30 giugno 2008 | Emilia-Romagna | 3 – 0 | Sardegna | PalaLixius |

| Lanusei 30 giugno 2008 | Sardegna | 0 – 3 | Calabria | PalaLixius |

| Lanusei 30 giugno 2008 | Calabria | 1 – 2 | Emilia-Romagna | PalaLixius |

### Gruppo F
| squadra  | P.ti | G | V | P | SV | SP | QS  |  |
| -------- | ---- | - | - | - | -- | -- | --- |  |
| Puglia   | 5    | 2 | 2 | 0 | 1  | 1  | 5   |  |
| Abruzzo  | 3    | 2 | 1 | 1 | 3  | 3  | 1   |  |
| Campania | 1    | 2 | 0 | 2 | 1  | 5  | 0,2 |  |

| Jerzu 30 giugno 2008 | Puglia | 2 – 1 | Abruzzo | PalaBusinco |

| Jerzu 30 giugno 2008 | Abruzzo | 2 – 1 | Campania | PalaBusinco |

| Jerzu 30 giugno 2008 | Campania | 0 – 3 | Puglia | PalaBusinco |

### Gruppo G
| squadra    | P.ti | G | V | P | SV | SP | QS  |  |
| ---------- | ---- | - | - | - | -- | -- | --- |  |
| Sicilia    | 4    | 2 | 2 | 0 | 4  | 2  | 2   |  |
| Basilicata | 4    | 2 | 1 | 1 | 4  | 2  | 2   |  |
| Lombardia  | 1    | 2 | 0 | 2 | 1  | 5  | 0,2 |  |

| Tortolì 30 giugno 2008 | Sicilia | 2 – 1 | Basilicata | Pala ITC |

| Tortolì 30 giugno 2008 | Basilicata | 3 – 0 | Lombardia | Pala ITC |

| Tortolì 30 giugno 2008 | Lombardia | 1 – 2 | Sicilia | Pala ITC |

## Seconda fase
In base ai risultati della prima fase si stila una classifica che genera i seguenti gironi (tra parentesi la posizione in classifica dopo la prima fase):
| Gruppo A                                | Gruppo B                               | Gruppo C                           | Gruppo D                             | Gruppo E                                 | Gruppo F                                  | Gruppo G                              |
| --------------------------------------- | -------------------------------------- | ---------------------------------- | ------------------------------------ | ---------------------------------------- | ----------------------------------------- | ------------------------------------- |
| Marche (1) Abruzzo (14) Alto Adige (20) | Veneto (2) Trentino (13) V.d'Aost.(21) | Puglia (3) Molise (12) Umbria (18) | Lazio (4) Liguria (11) Sardegna (19) | Em.Rom. (5) Basilicata (9) Campania (17) | Sicilia (6) Friul.V.G. (10) Piemonte (15) | Toscana (7) Calabria (8) Lombard.(16) |

### Gruppo A
| squadra    | P.ti | G | V | P | SV | SP | QS |  |
| ---------- | ---- | - | - | - | -- | -- | -- |  |
| Abruzzo    | 5    | 2 | 2 | 0 | 5  | 1  | 5  |  |
| Marche     | 4    | 2 | 1 | 1 | 4  | 2  | 2  |  |
| Alto Adige | 0    | 2 | 0 | 2 | 0  | 6  | 0  |  |

| Elini 1º luglio 2008 | Marche | 3 – 0 | Alto Adige | PalaGaribaldi |

| Elini 1º luglio 2008 | Alto Adige | 0 – 3 | Abruzzo | PalaGaribaldi |

| Elini 1º luglio 2008 | Abruzzo | 2 – 1 | Marche | PalaGaribaldi |

### Gruppo B
| squadra       | P.ti | G | V | P | SV | SP | QS |  |
| ------------- | ---- | - | - | - | -- | -- | -- |  |
| Veneto        | 5    | 2 | 2 | 0 | 5  | 1  | 5  |  |
| Trentino      | 4    | 2 | 1 | 1 | 4  | 2  | 2  |  |
| Valle d'Aosta | 0    | 2 | 0 | 2 | 0  | 6  | 0  |  |

| Bari Sardo 1º luglio 2008 | Veneto | 3 – 0 | Valle d'Aosta | PalaVerdi |

| Bari Sardo 1º luglio 2008 | Valle d'Aosta | 0 – 3 | Trentino | PalaVerdi |

| Bari Sardo 1º luglio 2008 | Trentino | 1 – 2 | Veneto | PalaVerdi |

### Gruppo C
| squadra | P.ti | G | V | P | SV | SP | QS |  |
| ------- | ---- | - | - | - | -- | -- | -- |  |
| Puglia  | 5    | 2 | 2 | 0 | 5  | 1  | 5  |  |
| Molise  | 4    | 2 | 1 | 1 | 4  | 2  | 2  |  |
| Umbria  | 0    | 2 | 0 | 2 | 0  | 6  | 0  |  |

| Jerzu 1º luglio 2008 | Puglia | 3 – 0 | Umbria | PalaBusinco |

| Jerzu 1º luglio 2008 | Umbria | 0 – 3 | Molise | PalaBusinco |

| Jerzu 1º luglio 2008 | Molise | 1 – 2 | Puglia | PalaBusinco |

### Gruppo D
| squadra  | P.ti | G | V | P | SV | SP | QS  |  |
| -------- | ---- | - | - | - | -- | -- | --- |  |
| Lazio    | 6    | 2 | 2 | 0 | 6  | 0  | 6   |  |
| Liguria  | 2    | 2 | 1 | 1 | 2  | 4  | 0,5 |  |
| Sardegna | 1    | 2 | 0 | 2 | 1  | 5  | 0,2 |  |

| Lanusei 1º luglio 2008 | Lazio | 3 – 0 | Sardegna | PalaLixius |

| Lanusei 1º luglio 2008 | Sardegna | 1 – 2 | Liguria | PalaLixius |

| Lanusei 1º luglio 2008 | Liguria | 0 – 3 | Lazio | PalaLixius |

### Gruppo E
| squadra        | P.ti | G | V | P | SV | SP | QS |  |
| -------------- | ---- | - | - | - | -- | -- | -- |  |
| Emilia-Romagna | 5    | 2 | 2 | 0 | 1  | 1  | 5  |  |
| Basilicata     | 4    | 2 | 1 | 1 | 4  | 2  | 2  |  |
| Campania       | 0    | 2 | 0 | 2 | 0  | 6  | 0  |  |

| Lotzorai 1º luglio 2008 | Emilia-Romagna | 3 – 0 | Campania | PalaOlimpia |

| Lotzorai 1º luglio 2008 | Campania | 0 – 3 | Basilicata | PalaOlimpia |

| Lotzorai 1º luglio 2008 | Basilicata | 1 – 2 | Emilia-Romagna | PalaOlimpia |

### Gruppo F
| squadra               | P.ti | G | V | P | SV | SP | QS |  |
| --------------------- | ---- | - | - | - | -- | -- | -- |  |
| Piemonte              | 5    | 2 | 2 | 0 | 1  | 1  | 5  |  |
| Sicilia               | 4    | 2 | 1 | 1 | 4  | 2  | 2  |  |
| Friuli-Venezia Giulia | 0    | 2 | 0 | 2 | 0  | 6  | 0  |  |

| Tortolì 1º luglio 2008 | Sicilia | 2 – 1 | Piemonte | Pala ITC |

| Tortolì 1º luglio 2008 | Piemonte | 3 – 0 | Friuli-Venezia Giulia | Pala ITC |

| Tortolì 1º luglio 2008 | Friuli-Venezia Giulia | 0 – 3 | Sicilia | Pala ITC |

### Gruppo G
| squadra   | P.ti | G | V | P | SV | SP | QS  |  |
| --------- | ---- | - | - | - | -- | -- | --- |  |
| Lombardia | 5    | 2 | 2 | 0 | 5  | 1  | 5   |  |
| Toscana   | 3    | 2 | 1 | 1 | 3  | 3  | 1   |  |
| Calabria  | 1    | 2 | 0 | 2 | 1  | 5  | 0,2 |  |

| Loceri 1º luglio 2008 | Toscana | 1 – 2 | Lombardia | PalaEleonora d'Arborea |

| Loceri 1º luglio 2008 | Lombardia | 3 – 0 | Calabria | PalaEleonora d'Arborea |

| Loceri 1º luglio 2008 | Calabria | 3 – 0 | Toscana | PalaEleonora d'Arborea |

## Fase finale Vincenti

### Gruppo V1
| squadra    | P.ti | G | V | P | SV | SP | QS |  |
| ---------- | ---- | - | - | - | -- | -- | -- |  |
| Veneto     | 6    | 2 | 2 | 0 | 6  | 0  | 6  |  |
| Basilicata | 3    | 2 | 1 | 1 | 3  | 3  | 1  |  |
| Calabria   | 0    | 2 | 0 | 2 | 0  | 6  | 0  |  |

| Tortolì 2 luglio 2008 | Veneto | 3 – 0 | Calabria | Pala ITC |

| Tortolì 2 luglio 2008 | Calabria | 0 – 3 | Basilicata | Pala ITC |

| Tortolì 2 luglio 2008 | Basilicata | 1 – 2 | Veneto | Pala ITC |

### Gruppo V2
| squadra | P.ti | G | V | P | SV | SP | QS | PtF | PtS | QP    |  |
| ------- | ---- | - | - | - | -- | -- | -- | --- | --- | ----- |  |
| Lazio   | 3    | 2 | 1 | 1 | 3  | 3  | 1  | 138 | 127 | 1,087 |  |
| Molise  | 3    | 2 | 1 | 1 | 3  | 3  | 1  | 131 | 132 | 0,992 |  |
| Abruzzo | 3    | 2 | 1 | 1 | 3  | 3  | 1  | 132 | 142 | 0,930 |  |

| Lanusei 2 luglio 2008 | Lazio | 1 – 2 | Molise | PalaLixius |

| Lanusei 2 luglio 2008 | Molise | 1 – 2 | Abruzzo | PalaLixius |

| Lanusei 2 luglio 2008 | Abruzzo | 1 – 2 | Lazio | PalaLixius |

### Gruppo V3
| squadra  | P.ti | G | V | P | SV | SP | QS  |  |
| -------- | ---- | - | - | - | -- | -- | --- |  |
| Puglia   | 4    | 2 | 1 | 1 | 4  | 2  | 2   |  |
| Sicilia  | 3    | 2 | 1 | 1 | 3  | 3  | 1   |  |
| Trentino | 2    | 2 | 1 | 1 | 20 | 4  | 0,5 |  |

| Bari Sardo 2 luglio 2008 | Puglia | 3 – 0 | Trentino | PalaVerdi |

| Bari Sardo 2 luglio 2008 | Trentino | 2 – 1 | Sicilia | PalaVerdi |

| Bari Sardo 2 luglio 2008 | Sicilia | 2 – 1 | Puglia | PalaVerdi |

### Gruppo V4
| squadra        | P.ti | G | V | P | SV | SP | QS  |  |
| -------------- | ---- | - | - | - | -- | -- | --- |  |
| Piemonte       | 4    | 2 | 2 | 0 | 4  | 2  | 2   |  |
| Marche         | 3    | 2 | 1 | 1 | 3  | 3  | 1   |  |
| Emilia-Romagna | 2    | 2 | 0 | 2 | 2  | 4  | 0,5 |  |

| Lotzorai 2 luglio 2008 | Emilia-Romagna | 1 – 2 | Piemonte | PalaOlimpia |

| Lotzorai 2 luglio 2008 | Piemonte | 2 – 1 | Marche | PalaOlimpia |

| Lotzorai 2 luglio 2008 | Marche | 2 – 1 | Emilia-Romagna | PalaOlimpia |

## Fase finale Perdenti

### Gruppo P1
| squadra       | P.ti | G | V | P | SV | SP | QS |  |
| ------------- | ---- | - | - | - | -- | -- | -- |  |
| Lombardia     | 6    | 2 | 2 | 0 | 6  | 0  | 6  |  |
| Umbria        | 3    | 2 | 1 | 1 | 3  | 3  | 1  |  |
| Valle d'Aosta | 0    | 2 | 0 | 2 | 0  | 6  | 0  |  |

| Loceri 2 luglio 2008 | Lombardia | 3 – 0 | Valle d'Aosta | PalaEleonora d'Arborea |

| Loceri 2 luglio 2008 | Valle d'Aosta | 0 – 3 | Umbria | PalaEleonora d'Arborea |

| Loceri 2 luglio 2008 | Umbria | 0 – 3 | Lombardia | PalaEleonora d'Arborea |

### Gruppo P2
| squadra    | P.ti | G | V | P | SV | SP | QS |  |
| ---------- | ---- | - | - | - | -- | -- | -- |  |
| Campania   | 5    | 2 | 2 | 0 | 5  | 1  | 5  |  |
| Liguria    | 4    | 2 | 1 | 1 | 4  | 2  | 2  |  |
| Alto Adige | 0    | 2 | 0 | 2 | 0  | 6  | 0  |  |

| Tortolì 2 luglio 2008 | Liguria | 3 – 0 | Alto Adige | Pala ITC |

| Tortolì 2 luglio 2008 | Alto Adige | 0 – 3 | Campania | Pala ITC |

| Tortolì 2 luglio 2008 | Campania | 2 – 1 | Liguria | Pala ITC |

### Gruppo P3
| squadra               | P.ti | G | V | P | SV | SP | QS  |  |
| --------------------- | ---- | - | - | - | -- | -- | --- |  |
| Toscana               | 6    | 2 | 2 | 0 | 6  | 0  | 6   |  |
| Friuli-Venezia Giulia | 2    | 2 | 1 | 1 | 2  | 4  | 0,5 |  |
| Sardegna              | 1    | 2 | 0 | 2 | 1  | 5  | 0,2 |  |

| Jerzu 2 luglio 2008 | Toscana | 3 – 0 | Sardegna | PalaBusinco |

| Jerzu 2 luglio 2008 | Sardegna | 1 – 2 | Friuli-Venezia Giulia | PalaBusinco |

| Jerzu 2 luglio 2008 | Friuli-Venezia Giulia | 0 – 3 | Toscana | PalaBusinco |

## Finali 19º-21º posto
| squadra       | P.ti | G | V | P | SV | SP | QS  |  |
| ------------- | ---- | - | - | - | -- | -- | --- |  |
| Sardegna      | 5    | 2 | 2 | 0 | 5  | 1  | 5   |  |
| Alto Adige    | 3    | 2 | 1 | 1 | 3  | 3  | 1   |  |
| Valle d'Aosta | 1    | 2 | 0 | 2 | 1  | 5  | 0,2 |  |

| Jerzu 3 luglio 2008 | Sardegna | 3 – 0 | Valle d'Aosta | PalaBusinco |

| Jerzu 3 luglio 2008 | Valle d'Aosta | 1 – 2 | Alto Adige | PalaBusinco |

| Jerzu 3 luglio 2008 | Alto Adige | 1 – 2 | Sardegna | PalaBusinco |

## Finali 16º-18º posto
| squadra               | P.ti | G | V | P | SV | SP | QS  | PtF | PtS | QP    |  |
| --------------------- | ---- | - | - | - | -- | -- | --- | --- | --- | ----- |  |
| Liguria               | 4    | 2 | 2 | 0 | 4  | 2  | 2   | 144 | 117 | 1,231 |  |
| Friuli-Venezia Giulia | 4    | 2 | 1 | 1 | 4  | 2  | 2   | 135 | 137 | 0,985 |  |
| Umbria                | 1    | 2 | 0 | 2 | 1  | 5  | 0,2 | 122 | 147 | 0,830 |  |

| Elini 3 luglio 2008 | Liguria | 2 – 1 | Friuli-Venezia Giulia | PalaGaribaldi |

| Elini 3 luglio 2008 | Friuli-Ven.Giulia | 3 – 0 | Umbria | PalaGaribaldi |

| Elini 3 luglio 2008 | Umbria | 1 – 2 | Liguria | PalaGaribaldi |

## Finali 13º-15º posto
| squadra   | P.ti | G | V | P | SV | SP | QS | PtF | PtS | QP    |  |
| --------- | ---- | - | - | - | -- | -- | -- | --- | --- | ----- |  |
| Lombardia | 3    | 2 | 1 | 1 | 3  | 3  | 1  | 142 | 138 | 1,029 |  |
| Campania  | 3    | 2 | 1 | 1 | 3  | 3  | 1  | 138 | 137 | 1,007 |  |
| Toscana   | 3    | 2 | 1 | 1 | 3  | 3  | 1  | 133 | 138 | 0,964 |  |

| Loceri 3 luglio 2008 | Lombardia | 1 – 2 | Campania | PalaEleonora d'Arborea |

| Loceri 3 luglio 2008 | Campania | 1 – 2 | Toscana | PalaEleonora d'Arborea |

| Loceri 3 luglio 2008 | Toscana | 1 – 2 | Lombardia | PalaEleonora d'Arborea |

## Tabellone 9º-12º posto
|  | Semifinali | Semifinali     | Semifinali |          |          | Finale   | Finale | Finale |  |
|  |            |                |            |          |          |          |        |        |  |
|  | 9          | Calabria       | 2          |          |          |          |        |        |  |
|  | 9          | Calabria       | 2          |          |          |          |        |        |  |
|  | 12         | Emilia-Romagna | 1          |          |          |          |        |        |  |
|  | 12         | Emilia-Romagna | 1          |          | Calabria | Calabria | 1      |        |  |
|  |            |                |            |          | Calabria | Calabria | 1      |        |  |
|  |            |                | Trentino   | Trentino | 2        |          |        |        |  |
|  | 10         | Abruzzo        | Trentino   | Trentino | 2        | 0        |        |        |  |
|  | 10         | Abruzzo        |            |          |          |          |        |        |  |
|  | 11         | Trentino       | 2          |          |          |          |        |        |  |

### Semifinali
| Tortolì 3 luglio 2008 | Calabria | 2 – 1 | Emilia-Romagna | Pala ITC |

| Bari Sardo 3 luglio 2008 | Abruzzo | 0 – 2 | Trentino | PalaVerdi |

### Finale 11º-12º posto
| Loceri 4 luglio 2008 | Emilia-Romagna | 1 – 2 | Abruzzo | PalaEleonora d'Arborea |

### Finale 9º-10º posto
| Lotzorai 4 luglio 2008 | Calabria | 1 – 2 | Trentino | PalaOlimpia |

## Tabellone 5º-8º posto
|  | Semifinali | Semifinali | Semifinali |        |            | Finale     | Finale | Finale |  |
|  |            |            |            |        |            |            |        |        |  |
|  | 5          | Basilicata | 2          |        |            |            |        |        |  |
|  | 5          | Basilicata | 2          |        |            |            |        |        |  |
|  | 8          | Marche     | 0          |        |            |            |        |        |  |
|  | 8          | Marche     | 0          |        | Basilicata | Basilicata | 2      |        |  |
|  |            |            |            |        | Basilicata | Basilicata | 2      |        |  |
|  |            |            | Molise     | Molise | 0          |            |        |        |  |
|  | 6          | Molise     | Molise     | Molise | 0          | 2          |        |        |  |
|  | 6          | Molise     |            |        |            |            |        |        |  |
|  | 7          | Sicilia    | 0          |        |            |            |        |        |  |

### Semifinali
| Bari Sardo 3 luglio 2008 | Basilicata | 2 – 0 | Marche | PalaVerdi |

| Tortolì 3 luglio 2008 | Molise | 2 – 0 | Sicilia | Pala ITC |

### Finale 7º-8º posto
| Bari Sardo 4 luglio 2008 | Marche | 2 – 1 | Sicilia | PalaVerdi |

### Finale 5º-6º posto
| Tortolì 4 luglio 2008 | Basilicata | 2 – 0 | Molise | Pala ITC |

## Tabellone 1º posto
|  | Semifinali | Semifinali | Semifinali |       |        | Finale | Finale | Finale |  |
|  |            |            |            |       |        |        |        |        |  |
|  | 1          | Veneto     | 2          |       |        |        |        |        |  |
|  | 1          | Veneto     | 2          |       |        |        |        |        |  |
|  | 4          | Piemonte   | 0          |       |        |        |        |        |  |
|  | 4          | Piemonte   | 0          |       | Veneto | Veneto | 2      |        |  |
|  |            |            |            |       | Veneto | Veneto | 2      |        |  |
|  |            |            | Lazio      | Lazio | 3      |        |        |        |  |
|  | 2          | Lazio      | Lazio      | Lazio | 3      | 2      |        |        |  |
|  | 2          | Lazio      |            |       |        |        |        |        |  |
|  | 3          | Puglia     | 1          |       |        |        |        |        |  |

### Semifinali
| Lotzorai 3 luglio 2008 | Veneto | 2 – 0 (25-20) (25-23) | Piemonte | PalaOlimpia |

| Tortolì 3 luglio 2008 | Lazio | 2 – 1 (21-25) (25-23) (25-16) | Puglia | Pala ITC |

### Finale 3º-4º posto
| Lanusei 4 luglio 2008 | Piemonte | 2 – 0 (25-19) (25-23) | Puglia | PalaLixius |

### Finale 1º-2º posto
| Tortolì 4 luglio 2008 | Veneto | 2 – 3 (20-25) (25-23) (25-27) (25-22) (11-15) | Lazio | Pala ITC |

### Campione delle Regioni
Lazio
(1º titolo)

#### Rosa
| Giocatore                | Anno |  |
| ------------------------ | ---- |  |
| Alfredo Barbato          | 1992 |  |
| Michael Biondi           | 1992 |  |
| Stefano Catena           | 1992 |  |
| Alessandro Corsetti      | 1992 |  |
| Hermann De Gennaro       | 1992 |  |
| Marco Di Lucca           | 1992 |  |
| Elvin Hoxha              | 1992 |  |
| Michele Marinelli (K)    | 1992 |  |
| Andrea Pasquadibisceglie | 1992 |  |
| Franco Penitenti         | 1992 |  |
| Davide Pietrobono        | 1992 |  |
| Francesco Ronsini        | 1992 |  |

| Staff Tecnico         | Ruolo        |  |
| --------------------- | ------------ |  |
| Bruno Morganti        | All.         |  |
| Valerio Iezzi         | V.All.       |  |
| Massimiliano Giordani | V.All.       |  |
| Leonardo Collepiccolo | Team Manager |  |

### Classifica Finale
|  |     | Classifica finale Kinderiadi 2008 |  |
|  | --- | --------------------------------- |  |
|  | 1.  | Lazio                             |  |
|  | 2.  | Veneto                            |  |
|  | 3.  | Piemonte                          |  |
|  | 4.  | Puglia                            |  |
|  | 5.  | Basilicata                        |  |
|  | 6.  | Molise                            |  |
|  | 7.  | Marche                            |  |
|  | 8.  | Sicilia                           |  |
|  | 9.  | Trentino                          |  |
|  | 10. | Calabria                          |  |
|  | 11. | Abruzzo                           |  |
|  | 12. | Emilia-Romagna                    |  |
|  | 13. | Lombardia                         |  |
|  | 14. | Campania                          |  |
|  | 15. | Toscana                           |  |
|  | 16. | Liguria                           |  |
|  | 17. | Friuli-Venezia Giulia             |  |
|  | 18. | Umbria                            |  |
|  | 19. | Sardegna                          |  |
|  | 20. | Alto Adige                        |  |
|  | 21. | Valle d'Aosta                     |  |